# 中斑鰍
中斑鰍為輻鰭魚綱鯉形目鰍科的其中一種，為温帶淡水魚，被IUCN列為極危保育類動物，分布於歐洲希臘馬里察河下游及土耳其馬尼亞斯湖、Ulubat河流域，體長可達6.2公分，棲息在底層水域，生活習性不明。

## 扩展阅读
維基物種上的相關：中斑鰍